# Alfred Barr
Pour les articles homonymes, voir Barr.
Alfred Hamilton Barr Jr., né le 28 janvier 1902 à Détroit et mort le 15 août 1981 à Salisbury dans le Connecticut, est un historien de l'art américain qui fut le premier directeur du Museum of Modern Art à New York.

## Biographie
Né en 1902 à Détroit, il étudie l'histoire de l'art à l'université Princeton, où il entre à l'âge de seize ans, puis passe à l'université Harvard.
Il enseigne ensuite cette discipline de l'histoire de l'art, notamment au Vassar College, à Harvard, à Princeton puis au collège féminin de Wellesley.
Il se voit proposer la direction du Museum of Modern Art (le MoMA) à la création de celui-ci (ce musée ouvre en 1929), sur recommandation d'un historien de l'art qui a été un de ses enseignants durant un séminaire, Paul Sachs. Il a 27 ans et aucune expérience de la direction d'un musée, même s'il a organisé des expositions. À la tête du MoMA, il devient l'un des artisans de l'intérêt des New-Yorkais, et du public américain, pour l'art moderne. Notamment, la grande exposition Van Gogh de 1935 est selon les mots de Bernice Kert « à l'origine de l'importance qu'occupe Van Gogh aujourd'hui dans l'imaginaire contemporain ». En 1936, il monte l'exposition Fantastic Art. Dada and Surrealism au MoMA. En mars 1938, il fait venir l'exposition du musée de Grenoble, Les maîtres populaires de la réalité. Les expositions temporaires se succèdent, avec une conception large de l'art moderne (meubles, design, architecture, photographie, théâtre, cinéma, etc.),. Il ne lésine pas non plus sur la publicité.
Il dirige les destinées du MoMA jusqu'en 1967, année de son départ à la retraite, et en construit le succès. Il meurt le 15 août 1981 à Salisbury dans le Connecticut, âgé de 79 ans.

## Essais
- Hitler et les neuf muses (1933) (trad. Patrice Cotensin, préf. Patrice Cotensin), Paris, L'Échoppe, 2023, 82 p. (ISBN 978-2-84068-334-6)
- Art in America in Modern Times  (1934)
- Picasso: Fifty Years of His Art (1946)
- Matisse, His Art and His Public (1951)
- Cubism and Abstract Art (1986)